# Lord-lieutenant du East Lothian
Ceci est une liste de personnes qui ont servi comme Lord Lieutenant du East Lothian, ou Haddingtonshire.
- Thomas Hamilton, 6e comte de Haddington 1716 – 28 novembre 1735
- George Hay, 7e marquis de Tweeddale 17 mars 1794 – 9 août 1804
- Charles Hamilton, 8e comte de Haddington 18 septembre 1804 – 1823
- George Hay, 8e marquis de Tweeddale 10 février 1823 – 10 octobre 1876
- George Baillie-Hamilton-Arden, 11e comte de Haddington 14 novembre 1876 – 11 juin 1917
- Hugo Charteris, 11e comte de Wemyss 25 janvier 1918 – 12 juillet 1937
- Walter George Hepburne-Scott, 9e Lord Polwarth 17 septembre 1937 – 1944
- William Hay, 11e marquis de Tweeddale 17 août 1944 – 30 mars 1967
- David Charteris, 12e comte de Wemyss 21 juin 1967 – 1987
- Sir Hew Hamilton-Dalrymple, 10e baronnet 26 janvier 1987 – 2001
- Sir Garth Morrison 30 juillet 2001 – 24 mai 2013
- Michael Williams 21 février 2014 – Présent

## Archives connexes
Il existe des dossiers relatifs aux activités de Lord Lieutenancy Tenue par East Lothian Council Archives.